# Cisse Sandra
Cisse Sandra (* 16. Dezember 2003 in Bellegem) ist ein belgischer Fußballspieler, der beim FC Brügge in der belgischen Division 1A unter Vertrag.

## Karriere

### Verein
Sandra wechselte 2017 vom SV Zulte Waregem zu FC Brügge. Aufgrund seines Alters spielte er in der Saison 2020/21 in der U-23-Mannschaft, die in dieser Saison außer Konkurrenz unter der Bezeichnung Club NXT in der Division 1B spielte. Sandra bestritt 11 von 28 möglichen Spiele für diese.
Am 4. Dezember 2021 gab er im Heimspiel gegen den RFC Seraing sein Debüt in der Division 1A, wobei er in diesem Spiel ein Tor erzielte. Er bestritt insgesamt 7 von 40 möglichen Ligaspielen für Brügge. Außerdem stand er bei drei Pokalspielen, einem Champions-League-Spiel und dem gewonnenen Supercup-Spiel auf dem Platz.
In der Saison 2022/23 waren es 11 von 40 möglichen Ligaspielen, die er in der 1. Mannschaft bestritt und in denen er ein Tor schoss. Weitgehend handelte es sich dabei um Einwechselungen in den letzten Spielminuten. Dazu kamen ein Pokalspiel und ein Spiel in der Champions League. Nachdem die U23-Mannschaft in der Saison 2021/22 in einem separaten U23-Wettbewerb gespielt hatte, spielte sie in der Saison 2022/23 wieder in der Division 1B. Hier bestritt er 13 von 32 möglichen Ligaspielen, in denen er 5 Tore schoss.
Nachdem er in der neuen Saison noch kein Spiel für den FC Brügge bestritten hatte, wurde er Mitte August 2023 für den Rest der Saison an den niederländischen Erstligisten Excelsior Rotterdam ausgeliehen. Hier kam er auf 30 von 36 möglichen Ligaspielen, in denen er ein Tor schoss, sowie ein Pokalspiel. Zur Saison 2024/25 folgte eine weitere Leihe zu Willem II Tilburg. Dort kam er auf 29 von 38 möglichen Ligaspielen mit vier geschossenen Toren sowie wiederum ein Pokalspiel.
In der Saison 2025/26 gehörte er wieder zum Kader des FC Brügge und gewann dort sofort erneut den belgischen Supercup.

### Nationalmannschaft
Im Jahr 2021 stand Sandra im Kader der belgischen U-19-Nationalmannschaft. Im Jahr 2024 absolvierte er zudem drei Spiele für die U21 seines Landes.

## Erfolge
- Belgischer Meister: 2020/21, 2021/22 (FC Brügge)
- Gewinner belgischer Supercup: 2021, 2025